# Anders Simonsen
Anders Dahl Simonsen (født 9. marts 1983) er en dansk fodboldspiller, som spiller for B.93, hvor han spiller på midtbanen.